# Svedala Bio
Svedala Bio var en biograf i Svedala som öppnades fredagen den 13 februari 2004. Byggnaden hade tidigare fungerat som biograf under namnen Casino och Flamman. Öppningsfilm var Sagan om konungens återkomst. Den 1 oktober 2005 blev Svedala Bio en av Skånes första digitala biografer, och därefter ökade publiksiffrorna eftersom man nu kunde visa flera premiärer. Under tre år har Nils Fredriksson Utbildning drivit musikprojektet Flamman i byggnaden; ett IV-program inom gymnasieskolan, som leder fram till en cd-inspelning med releaseparty.

## Nedläggning
Svedala Bio lades ner 12 februari 2006 eftersom Svedala kommun, som ägde fastigheten, ville använda den till teaterföreställningar i stället. Avslutningsfilm var Lilla kycklingen.

## Ägare
Biografen drevs av Filmarkivet Mediaimport AB, som även driver Biohuset i Höllviken.